# We Are the In Crowd
We Are the In Crowd er et amerikansk pop-punk band, der stammer fra Poughkeepsie, New York. Bandet blev dannet i 2009. Medlemmerne af bandet er Tay Jardine, Jordan Eckes, Cameron Hurley, Mike Ferri, og Rob Chianelli. De udgav deres debut-EP Guaranteed To Disagree i juni 2010 og deres første album Best Intentions i 2011. Deres andet album Weird Kids blev udgivet i februar 2014.

## Gruppens dannelse
Gruppen underskrev en kontrakt med Hopeless Records under navnet "The In Crowd" og udgav derefter deres første single "For The Win" på ITunes. De endte med at skifte navn til "We Are The In Crowd", da der også var et reggae band fra 70'erne der også gik under navnet "The In Crowd". I februar 2009 indspillede We Are The In Crowd til deres første EP Guaranteed To Disagree. EP'en blev udgivet den 8. juni 2010.   

## MySpace-hændelsen
I April 2009, blev bandets MySpace hacket. Hackeren var et ex-medlem af bandet, som så slettede alt deres musik og alle deres venner de havde på deres profil. Hjemmesiden Absolutepunk.net skrev en artikel om det, som fangede opmærksomheden af nogen fra Hopeless Records. We Are The In Crowd blev kontaktet af dem kort efter det skete. 

## Biografi
Bandet begyndte at lave materiale til deres første album i Maj 2011. De meddelte at albummet ville blive udgivet den 4. Oktober af samme år. Albummet ramte en placering på 122 på Billboard 200 i USA. We Are The In Crowd har spillet sammen med flere populære pop-punk bands, så f.eks. All Time Low og Mayday Parade. Bandet har også været med på Warped Tour i 2010 og 2012, og de skal også være med i 2014. I et interview med Fuse, meddelte bandet at de ville begynde at arbejde på materiale til deres andet album i sommeren af 2013. I August 2013 udgav de sangen “Attention”. Den 3. December 2013, blev det offentliggjordt at We Are The In Crowd ville udgive deres andet album Weird Kids den 18. Februar 2014. Den samme dag blev sangen “The Best Thing (That Never Happened)” udgivet på Spotify, og på grund af den “overvældende reaktion” blev sangen også udgivet på ITunes den samme dag, hvilket var et par dage for tidligt. Weird Kids kom på en placering af 29 på Billboard 200 i USA, så det er deres højeste placeret album indtil videre. 

## Medlemmer
- Tay Jardine – forsanger, keyboard, violin

- Jordan Eckes – guitar, sanger

- Cameron Hurley – guitar, baggrundsanger

- Mike Ferri – bass

- Rob Chianelli – trommer